# Breite Straße 23 (Bennungen)

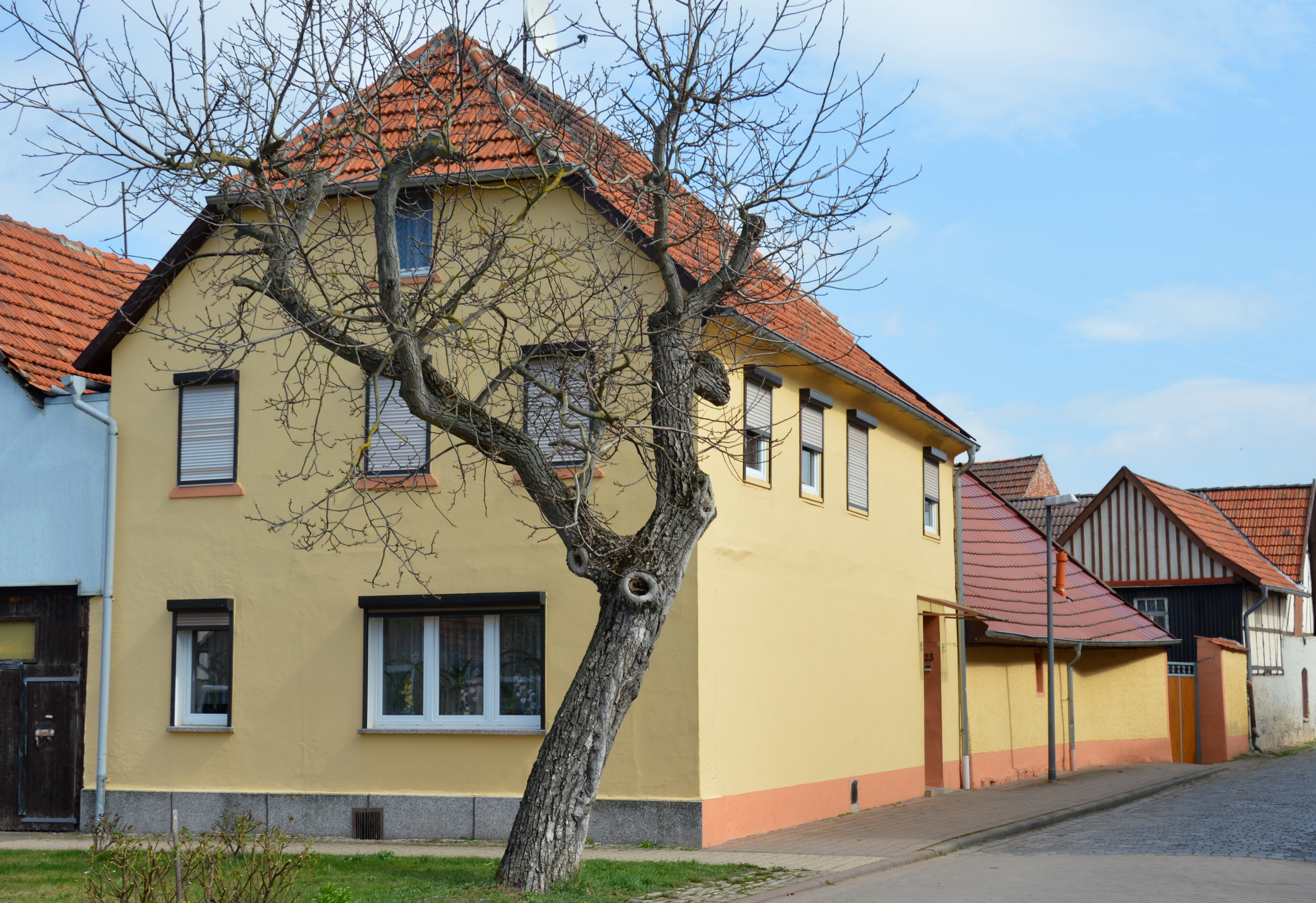
Haus Breite Straße 23

Die Breite Straße 23 ist ein denkmalgeschützter Bauernhof in Bennungen in der Gemeinde Südharz in Sachsen-Anhalt.

## Lage
Er befindet sich im südlichen Teil des Dorfes, in einer städtebaulich prägenden Ecklage an der Einmündung der Brauhausgasse auf die Breite Straße. 

## Architektur und Geschichte
Der große Bauernhof besteht aus einem Wohnhaus und diversen Nebengebäuden. Er ist überwiegend in Fachwerkbauweise errichtet und stammt in dieser Form aus dem späten 18. Jahrhundert.
Im örtlichen Denkmalverzeichnis ist der Bauernhof seit dem 24. August 1995 unter der Erfassungsnummer 094 83383 als Baudenkmal verzeichnet. Der Bauernhof gilt als kulturell-künstlerisch sowie städtebaulich bedeutsam.